# Лелі-Резорт (Флорида)
Лелі-Резорт (англ. Lely Resort) — переписна місцевість (CDP) в США, в окрузі Колльєр штату Флорида. Населення — 7619 осіб (2020).

## Географія
Лелі-Резорт розташоване за координатами 26°5′57″ пн. ш. 81°42′31″ зх. д. / 26.09917° пн. ш. 81.70861° зх. д. (26.099209, -81.708699).  За даними Бюро перепису населення США в 2010 році переписна місцевість мала площу 13,69 км², з яких 12,84 км² — суходіл та 0,85 км² — водойми.

## Демографія
Згідно з переписом 2010 року, у переписній місцевості мешкало 4646 осіб у 1985 домогосподарствах у складі 1472 родин. Густота населення становила 339 осіб/км².  Було 3682 помешкання (269/км²).
Расовий склад населення:
| - 77,5 % — білих - 13,6 % — чорних або афроамериканців - 0,6 % — азіатів - 0,2 % — корінних американців - 6,4 % — осіб інших рас |

До двох чи більше рас належало 1,6 %. Частка іспаномовних становила 23,0 % від усіх жителів.
За віковим діапазоном населення розподілялося таким чином: 17,3 % — особи молодші 18 років, 54,4 % — особи у віці 18—64 років, 28,3 % — особи у віці 65 років та старші. Медіана віку мешканця становила 50,5 року. На 100 осіб жіночої статі у переписній місцевості припадало 99,4 чоловіків;  на 100 жінок у віці від 18 років та старших — 96,7 чоловіків також старших 18 років.
Середній дохід на одне домашнє господарство  становив 107 573 долари США (медіана — 51 953), а середній дохід на одну сім'ю — 135 466 доларів (медіана — 64 178). За межею бідності перебувало 11,1 % осіб, у тому числі 29,8 % дітей у віці до 18 років та 5,1 % осіб у віці 65 років та старших.
Цивільне працевлаштоване населення становило 2295 осіб. Основні галузі зайнятості: мистецтво, розваги та відпочинок — 31,0 %, освіта, охорона здоров'я та соціальна допомога — 17,8 %, роздрібна торгівля — 11,7 %, будівництво — 9,0 %.